# Malin Ackermann
Malin Linnea Ackermann, född 30 september 1969, är en svensk socionom, bokhandlare och författare.
Malin Ackermann utbildade sig till socionom på Umeå universitet. Hon har vurmat mycket för landsbygdsfrågor och drev bland annat opinion mot Skatteverkets planerade flytt av sitt kontor i Lycksele. År 2016 blev hon krönikör i tidskriften Land, där hon fortsatt skriva om landsbygdspolitik. Hon har även år 2016 skrivit boken Låt vårt inland leva, på samma tema. Efter besked om en cancerdiagnos ändrade hon riktning i livet, och startade Lycksele bokhandel. I boken Kaos, kamp, lev! beskriver hon kampen mot cancern. Den 6 augusti 2025 sommarpratade hon i Sommar i P1.